# UEFA Champions League 2008-2009
La UEFA Champions League 2008-2009 è stata la 54ª edizione del massimo torneo calcistico europeo per club, la 17ª edizione con la formula attuale e l'ultima prima che venissero attuate le riforme varate dall'UEFA il 30 novembre 2007.
La finale tra Barcellona e Manchester United, tenutasi allo stadio Olimpico di Roma il 27 maggio 2009, si è conclusa con la vittoria per 2-0 del Barcellona, giunto alla terza affermazione nel torneo.
La finale si è disputata per l'ultima volta di mercoledì: dall'edizione 2009-2010 è stata disputata di sabato.

## Sistema di qualificazione
All'edizione 2008-2009 prenderanno parte 76 squadre delle 53 federazioni affiliate all'UEFA. Per ogni federazione parteciperà un certo numero di club a seconda del coefficiente UEFA; federazioni con un coefficiente maggiore avranno più club rispetto a quelle con un punteggio minore. Il massimo di compagini per ogni nazione è di quattro.
A tutte le federazioni nazionali è garantita la presenza di almeno una squadra (anche se ai turni preliminari), con l'eccezione del Liechtenstein, che non organizza una competizione nazionale. In questa stagione parteciperanno anche le squadre dei paesi di San Marino, del Montenegro e di Andorra.
Di seguito è riportato lo schema di qualificazione (su base ranking UEFA 2007):
- Posizioni 1-3 (Spagna, Inghilterra, Italia): 4 squadre
- Posizioni 4-6 (Francia, Germania, Portogallo): 3 squadre
- Posizioni 7-15 (Romania, Paesi Bassi, Russia, Scozia, Ucraina, Belgio, Repubblica Ceca, Turchia, Grecia): 2 squadre
- Posizioni 16-36 e 38-53: 1 squadra

1º turno di qualificazione (28 squadre)
- 28 club campioni nazionali dai paesi con posizione 25-53

2º turno di qualificazione (28 squadre)
- 14 vincitori del primo turno di qualificazione
- 8 club campioni nazionali dai paesi con posizione 17-24
- 6 club secondi nel campionato nazionale dei paesi con posizione 10-15

3º turno di qualificazione (32 squadre)
- 14 vincitori del secondo turno di qualificazione
- 6 club campioni nazionali dei paesi con posizione 11-16
- 3 club secondi nel campionato nazionale dei paesi con posizione 7-9
- 6 club terzi nel campionato nazionale dei paesi con posizione 1-6
- 3 club quarti nel campionato nazionale dei paesi con posizione 1-3

Fase a gironi (32 squadre)
- 16 vincitori del terzo turno di qualificazione
- 10 club campioni nazionali dei paesi con posizione 1-10
- 6 club secondi nel campionato nazionale dei paesi con posizione 1-6

### Squadra detentrice
Il posto utile per la qualificazione alla fase a gironi riservato alla squadra detentrice non sarà utilizzato in questa edizione poiché il Manchester United, vincitore della Champions League 2007-2008, risulta qualificato per la fase a gironi.
Per questo motivo i campioni di Scozia sono stati ammessi di diritto alla fase a gironi. Poiché i campioni dell'edizione 2007-2008 del Manchester United militano nel campionato inglese e l'Inghilterra è seconda nel ranking UEFA, i campioni di Polonia e Ungheria hanno avuto accesso direttamente al 2º turno di qualificazione e i campioni della Bulgaria direttamente al 3º turno di qualificazione.

## Le date
| 17 febbraio-18 febbraio 24 febbraio-25 febbraio 2009 | Ottavi di finale, andata                      |
| 10-11 marzo 17-18 marzo 2009                         | Ottavi di finale, ritorno                     |
| 20 marzo 2009                                        | Sorteggio per i quarti di finale e semifinali |
| 14-15 aprile 2009                                    | Quarti di finale, andata                      |
| 21-22 aprile 2009                                    | Quarti di finale, ritorno                     |
| 5-6 maggio 2009                                      | Semifinali, andata                            |
| 13-14 maggio 2009                                    | Semifinali, ritorno                           |
| 27 maggio 2009                                       | Finale a Roma, Italia                         |

## Squadre partecipanti
Le seguenti tabelle mostrano il cammino di tutte le 76 squadre che hanno partecipato alla competizione:
- TORNEO

| CAMPIONE D'EUROPA            | CAMPIONE D'EUROPA | CAMPIONE D'EUROPA | CAMPIONE D'EUROPA | FINALISTA       | FINALISTA       | FINALISTA             | FINALISTA      |
| ---------------------------- | ----------------- | ----------------- | ----------------- | --------------- | --------------- | --------------------- | -------------- |
| Barcellona                   | Barcellona        | Barcellona        | Barcellona        | Manchester Utd  | Manchester Utd  | Manchester Utd        | Manchester Utd |
| Eliminate in semifinale      |                   |                   |                   |                 |                 |                       |                |
| Chelsea                      | Chelsea           | Chelsea           | Chelsea           | Arsenal         | Arsenal         | Arsenal               | Arsenal        |
| Eliminate ai quarti          |                   |                   |                   |                 |                 |                       |                |
| Bayern Monaco                | Bayern Monaco     | Liverpool         | Liverpool         | Porto           | Porto           | Villarreal            | Villarreal     |
| Eliminate agli ottavi        |                   |                   |                   |                 |                 |                       |                |
| Lione                        | Sporting Lisbona  | Real Madrid       | Juventus          | Inter           | Atlético Madrid | Panathīnaïkos         | Roma           |
| Eliminate alla fase a gironi |                   |                   |                   |                 |                 |                       |                |
| Bordeaux                     | CFR Cluj          | Werder Brema      | Anorthōsis        | Šakhtar Donec'k | Basilea         | Olympique Marsiglia   | PSV            |
| Aalborg                      | Celtic            | Fiorentina        | Steaua Bucarest   | Dinamo Kiev     | Fenerbahçe      | Zenit San Pietroburgo | BATE           |

- PRELIMINARI

| Eliminate al 3º turno | Eliminate al 3º turno | Eliminate al 3º turno | Eliminate al 3º turno | Eliminate al 3º turno | Eliminate al 3º turno | Eliminate al 3º turno | Eliminate al 3º turno |
| --------------------- | --------------------- | --------------------- | --------------------- | --------------------- | --------------------- | --------------------- | --------------------- |
| Olympiakos            | Vitória Guimarães     | Dinamo Zagabria       | Schalke 04            | Kaunas                | Wisła Cracovia        | Levski Sofia          | Standard Liegi        |
| Partizan              | Twente                | Spartak Mosca         | Artmedia Bratislava   | Brann                 | Slavia Praga          | Galatasaray           | Sparta Praga          |
| Eliminate al 2º turno |                       |                       |                       |                       |                       |                       |                       |
| Rangers               | Ventspils             | Inter Baku            | Tampere United        | Rapid Vienna          | Domžale               | Dinamo Tbilisi        | IFK Göteborg          |
| Sheriff Tiraspol      | Drogheda Utd          | Anderlecht            | Beitar Gerusalemme    | MTK Hungária          | MTK Hungária          | Modriča               | Modriča               |
| Eliminate al 1º turno |                       |                       |                       |                       |                       |                       |                       |
| Linfield              | Valletta              | NSÍ Runavík           | Santa Coloma          | Murata                | Llanelli              | Pyunik                | Rabotnički            |
| Budućnost             | F91 Dudelange         | Dinamo Tirana         | Aktobe                | Levadia Tallinn       | Levadia Tallinn       | Valur                 | Valur                 |

## Preliminari
Il sorteggio per stabilire gli accoppiamenti del primo e del secondo turno di qualificazione ha avuto luogo il 27 giugno 2008.

Gli accoppiamenti per il terzo turno preliminare sono stati invece sorteggiati il 1º agosto 2008.

### 1º turno
Andata 15 e 16 luglio, ritorno 22 e 23 luglio 2008.
| Squadra 1      | Totale      | Squadra 2           | Andata | Ritorno |
| -------------- | ----------- | ------------------- | ------ | ------- |
| Linfield       | 0 - 3       | Dinamo Zagabria     | 0 - 2  | 1 - 1   |
| Valletta       | 0 - 3       | Artmedia Bratislava | 0 - 2  | 0 - 1   |
| Dinamo Tbilisi | 3 - 1       | NSÍ Runavík         | 3 - 0  | 0 - 1   |
| Santa Coloma   | 2 - 7       | Kaunas              | 1 - 4  | 1 - 3   |
| Murata         | 0 - 9       | IFK Göteborg        | 0 - 5  | 0 - 4   |
| Llanelli       | 1 - 4       | Ventspils           | 1 - 0  | 0 - 4   |
| Anorthōsis     | 3 - 0       | Pyunik              | 1 - 0  | 2 - 0   |
| Inter Baku     | 1 - 1 (gfc) | Rabotnički          | 0 - 0  | 1 - 1   |
| Tampere United | 3 - 2       | Budućnost           | 2 - 1  | 1 - 1   |
| F91 Dudelange  | 0 - 3       | Domžale             | 0 - 1  | 0 - 2   |
| Dinamo Tirana  | 1 - 4       | Modriča             | 0 - 2  | 1 - 2   |
| Aktobe         | 1 - 4       | Sheriff Tiraspol    | 1 - 0  | 0 - 4   |
| Drogheda Utd   | 3 - 1       | Levadia Tallinn     | 2 - 1  | 1 - 0   |
| BATE           | 3 - 0       | Valur               | 2 - 0  | 1 - 0   |

### 2º turno
Andata 29 e 30 luglio, ritorno 5 e 6 agosto 2008.
| Squadra 1          | Totale      | Squadra 2          | Andata | Ritorno |
| ------------------ | ----------- | ------------------ | ------ | ------- |
| Rangers            | 1 - 2       | Kaunas             | 0 - 0  | 1 - 2   |
| Brann              | 2 - 2 (gfc) | Ventspils          | 1 - 0  | 1 - 2   |
| Inter Baku         | 1 - 3       | Partizan           | 1 - 1  | 0 - 2   |
| Tampere United     | 3 - 7       | Artmedia Petržalka | 1 - 3  | 2 - 4   |
| Anorthōsis         | 4 - 3       | Rapid Vienna       | 3 - 0  | 1 - 3   |
| Domžale            | 2 - 6       | Dinamo Zagabria    | 0 - 3  | 2 - 3   |
| Panathīnaïkos      | 3 - 0       | Dinamo Tbilisi     | 3 - 0  | 0 - 0   |
| IFK Göteborg       | 3 - 5       | Basilea            | 1 - 1  | 2 - 4   |
| Sheriff Tiraspol   | 0 - 3       | Sparta Praga       | 0 - 1  | 0 - 2   |
| Drogheda Utd       | 3 - 4       | Dinamo Kiev        | 1 - 2  | 2 - 2   |
| Anderlecht         | 3 - 4       | BATE               | 1 - 2  | 2 - 2   |
| Beitar Gerusalemme | 2 - 6       | Wisła Cracovia     | 2 - 1  | 0 - 5   |
| Fenerbahçe         | 7 - 0       | MTK Hungária       | 2 - 0  | 5 - 0   |
| Aalborg            | 7 - 1       | Modriča            | 5 - 0  | 2 - 1   |

### 3º turno
Andata 12 e 13 agosto, ritorno 26 e 27 agosto 2008. Le 16 squadre sconfitte accederanno alla prima fase della Coppa UEFA 2008-2009.
| Squadra 1         | Totale | Squadra 2           | Andata | Ritorno     |
| ----------------- | ------ | ------------------- | ------ | ----------- |
| Anorthōsis        | 3 - 1  | Olympiacos          | 3 - 0  | 0 - 1       |
| Vitória Guimarães | 1 - 2  | Basilea             | 0 - 0  | 1 - 2       |
| Šachtar           | 5 - 1  | Dinamo Zagabria     | 2 - 0  | 3 - 1       |
| Schalke 04        | 1 - 4  | Atlético Madrid     | 1 - 0  | 0 - 4       |
| Aalborg           | 4 - 0  | Kaunas              | 2 - 0  | 2 - 0       |
| Barcellona        | 4 - 1  | Wisła Cracovia      | 4 - 0  | 0 - 1       |
| Levski Sofia      | 1 - 2  | BATE                | 0 - 1  | 1 - 1       |
| Standard Liegi    | 0 - 1  | Liverpool           | 0 - 0  | 0 - 1 (dts) |
| Partizan          | 3 - 4  | Fenerbahçe          | 2 - 2  | 1 - 2       |
| Twente            | 0 - 6  | Arsenal             | 0 - 2  | 0 - 4       |
| Spartak Mosca     | 2 - 8  | Dinamo Kiev         | 1 - 4  | 1 - 4       |
| Juventus          | 5 - 1  | Artmedia Petržalka  | 4 - 0  | 1 - 1       |
| Brann             | 1 - 3  | Olympique Marsiglia | 0 - 1  | 1 - 2       |
| Fiorentina        | 2 - 0  | Slavia Praga        | 2 - 0  | 0 - 0       |
| Galatasaray       | 2 - 3  | Steaua Bucarest     | 2 - 2  | 0 - 1       |
| Sparta Praga      | 1 - 3  | Panathīnaïkos       | 1 - 2  | 0 - 1       |

## Fase a gironi

### Girone A
| Squadra  | Pt | G | V | N | P | GF | GS | DG |
| -------- | -- | - | - | - | - | -- | -- | -- |
| Roma     | 12 | 6 | 4 | 0 | 2 | 12 | 6  | +6 |
| Chelsea  | 11 | 6 | 3 | 2 | 1 | 9  | 5  | +4 |
| Bordeaux | 7  | 6 | 2 | 1 | 3 | 5  | 11 | -6 |
| CFR Cluj | 4  | 6 | 1 | 1 | 4 | 5  | 9  | -4 |

| Squadra 1   | Risultato   | Squadra 2   |
| 1ª giornata | 1ª giornata | 1ª giornata |
| ----------- | ----------- | ----------- |
| Chelsea     | 4 - 0       | Bordeaux    |
| Roma        | 1 - 2       | CFR Cluj    |
| 2ª giornata |             |             |
| CFR Cluj    | 0 - 0       | Chelsea     |
| Bordeaux    | 1 - 3       | Roma        |
| 3ª giornata |             |             |
| Chelsea     | 1 - 0       | Roma        |
| Bordeaux    | 1 - 0       | CFR Cluj    |
| 4ª giornata |             |             |
| Roma        | 3 - 1       | Chelsea     |
| CFR Cluj    | 1 - 2       | Bordeaux    |
| 5ª giornata |             |             |
| Bordeaux    | 1 - 1       | Chelsea     |
| CFR Cluj    | 1 - 3       | Roma        |
| 6ª giornata |             |             |
| Chelsea     | 2 - 1       | CFR Cluj    |
| Roma        | 2 - 0       | Bordeaux    |

### Girone B
| Squadra       | Pt | G | V | N | P | GF | GS | DG |
| ------------- | -- | - | - | - | - | -- | -- | -- |
| Panathīnaïkos | 10 | 6 | 3 | 1 | 2 | 8  | 7  | +1 |
| Inter         | 8  | 6 | 2 | 2 | 2 | 8  | 7  | +1 |
| Werder Brema  | 7  | 6 | 1 | 4 | 1 | 7  | 9  | -2 |
| Anorthōsis    | 6  | 6 | 1 | 3 | 2 | 8  | 8  | 0  |

| Squadra 1     | Risultato   | Squadra 2     |
| 1ª giornata   | 1ª giornata | 1ª giornata   |
| ------------- | ----------- | ------------- |
| Panathīnaïkos | 0 - 2       | Inter         |
| Werder Brema  | 0 - 0       | Anorthōsis    |
| 2ª giornata   |             |               |
| Anorthōsis    | 3 - 1       | Panathīnaïkos |
| Inter         | 1 - 1       | Werder Brema  |
| 3ª giornata   |             |               |
| Panathīnaïkos | 2 - 2       | Werder Brema  |
| Inter         | 1 - 0       | Anorthōsis    |
| 4ª giornata   |             |               |
| Anorthōsis    | 3 - 3       | Inter         |
| Werder Brema  | 0 - 3       | Panathīnaïkos |
| 5ª giornata   |             |               |
| Inter         | 0 - 1       | Panathīnaïkos |
| Anorthōsis    | 2 - 2       | Werder Brema  |
| 6ª giornata   |             |               |
| Panathīnaïkos | 1 - 0       | Anorthōsis    |
| Werder Brema  | 2 - 1       | Inter         |

### Girone C
| Squadra          | Pt | G | V | N | P | GF | GS | DG  |
| ---------------- | -- | - | - | - | - | -- | -- | --- |
| Barcellona       | 13 | 6 | 4 | 1 | 1 | 18 | 8  | +10 |
| Sporting Lisbona | 12 | 6 | 4 | 0 | 2 | 8  | 8  | 0   |
| Šachtar          | 9  | 6 | 3 | 0 | 3 | 11 | 7  | +4  |
| Basilea          | 1  | 6 | 0 | 1 | 5 | 2  | 16 | -14 |

| Squadra 1        | Risultato   | Squadra 2        |
| 1ª giornata      | 1ª giornata | 1ª giornata      |
| ---------------- | ----------- | ---------------- |
| Barcellona       | 3 - 1       | Sporting Lisbona |
| Basilea          | 1 - 2       | Šachtar          |
| 2ª giornata      |             |                  |
| Sporting Lisbona | 2 - 0       | Basilea          |
| Šachtar          | 1 - 2       | Barcellona       |
| 3ª giornata      |             |                  |
| Basilea          | 0 - 5       | Barcellona       |
| Šachtar          | 0 - 1       | Sporting Lisbona |
| 4ª giornata      |             |                  |
| Barcellona       | 1 - 1       | Basilea          |
| Sporting Lisbona | 1 - 0       | Šachtar          |
| 5ª giornata      |             |                  |
| Šachtar          | 5 - 0       | Basilea          |
| Sporting Lisbona | 2 - 5       | Barcellona       |
| 6ª giornata      |             |                  |
| Basilea          | 0 - 1       | Sporting Lisbona |
| Barcellona       | 2 - 3       | Šachtar          |

### Girone D
| Squadra             | Pt | G | V | N | P | GF | GS | DG |
| ------------------- | -- | - | - | - | - | -- | -- | -- |
| Liverpool           | 14 | 6 | 4 | 2 | 0 | 11 | 5  | +6 |
| Atlético Madrid     | 12 | 6 | 3 | 3 | 0 | 9  | 4  | +5 |
| Olympique Marsiglia | 4  | 6 | 1 | 1 | 4 | 6  | 8  | -2 |
| PSV                 | 3  | 6 | 1 | 0 | 5 | 4  | 13 | -9 |

| Squadra 1           | Risultato   | Squadra 2           |
| 1ª giornata         | 1ª giornata | 1ª giornata         |
| ------------------- | ----------- | ------------------- |
| Olympique Marsiglia | 1 - 2       | Liverpool           |
| PSV                 | 0 - 3       | Atlético Madrid     |
| 2ª giornata         |             |                     |
| Liverpool           | 3 - 1       | PSV                 |
| Atlético Madrid     | 2 - 1       | Olympique Marsiglia |
| 3ª giornata         |             |                     |
| PSV                 | 2 - 0       | Olympique Marsiglia |
| Atlético Madrid     | 1 - 1       | Liverpool           |
| 4ª giornata         |             |                     |
| Olympique Marsiglia | 3 - 0       | PSV                 |
| Liverpool           | 1 - 1       | Atlético Madrid     |
| 5ª giornata         |             |                     |
| Atlético Madrid     | 2 - 1       | PSV                 |
| Liverpool           | 1 - 0       | Olympique Marsiglia |
| 6ª giornata         |             |                     |
| PSV                 | 1 - 3       | Liverpool           |
| Olympique Marsiglia | 0 - 0       | Atlético Madrid     |

### Girone E
| Squadra        | Pt | G | V | N | P | GF | GS | DG |
| -------------- | -- | - | - | - | - | -- | -- | -- |
| Manchester Utd | 10 | 6 | 2 | 4 | 0 | 9  | 3  | +6 |
| Villarreal     | 9  | 6 | 2 | 3 | 1 | 9  | 7  | +2 |
| Aalborg        | 6  | 6 | 1 | 3 | 2 | 8  | 12 | -4 |
| Celtic         | 5  | 6 | 1 | 2 | 3 | 4  | 8  | -4 |

| Squadra 1      | Risultato   | Squadra 2      |
| 1ª giornata    | 1ª giornata | 1ª giornata    |
| -------------- | ----------- | -------------- |
| Manchester Utd | 0 - 0       | Villarreal     |
| Celtic         | 0 - 0       | Aalborg        |
| 2ª giornata    |             |                |
| Aalborg        | 0 - 3       | Manchester Utd |
| Villarreal     | 1 - 0       | Celtic         |
| 3ª giornata    |             |                |
| Manchester Utd | 3 - 0       | Celtic         |
| Villarreal     | 6 - 3       | Aalborg        |
| 4ª giornata    |             |                |
| Aalborg        | 2 - 2       | Villarreal     |
| Celtic         | 1 - 1       | Manchester Utd |
| 5ª giornata    |             |                |
| Villarreal     | 0 - 0       | Manchester Utd |
| Aalborg        | 2 - 1       | Celtic         |
| 6ª giornata    |             |                |
| Manchester Utd | 2 - 2       | Aalborg        |
| Celtic         | 2 - 0       | Villarreal     |

### Girone F
| Squadra         | Pt | G | V | N | P | GF | GS | DG |
| --------------- | -- | - | - | - | - | -- | -- | -- |
| Bayern Monaco   | 14 | 6 | 4 | 2 | 0 | 12 | 4  | +8 |
| Olympique Lione | 11 | 6 | 3 | 2 | 1 | 14 | 10 | +4 |
| Fiorentina      | 6  | 6 | 1 | 3 | 2 | 5  | 8  | -3 |
| Steaua Bucarest | 1  | 6 | 0 | 1 | 5 | 3  | 12 | -9 |

| Squadra 1       | Risultato   | Squadra 2       |
| 1ª giornata     | 1ª giornata | 1ª giornata     |
| --------------- | ----------- | --------------- |
| FCSB            | 0 - 1       | Bayern Monaco   |
| Olympique Lione | 2 - 2       | Fiorentina      |
| 2ª giornata     |             |                 |
| Fiorentina      | 0 - 0       | FCSB            |
| Bayern Monaco   | 1 - 1       | Olympique Lione |
| 3ª giornata     |             |                 |
| FCSB            | 3 - 5       | Olympique Lione |
| Bayern Monaco   | 3 - 0       | Fiorentina      |
| 4ª giornata     |             |                 |
| Fiorentina      | 1 - 1       | Bayern Monaco   |
| Olympique Lione | 2 - 0       | FCSB            |
| 5ª giornata     |             |                 |
| Bayern Monaco   | 3 - 0       | FCSB            |
| Fiorentina      | 1 - 2       | Olympique Lione |
| 6ª giornata     |             |                 |
| FCSB            | 0 - 1       | Fiorentina      |
| Olympique Lione | 2 - 3       | Bayern Monaco   |

### Girone G
| Squadra     | Pt | G | V | N | P | GF | GS | DG |
| ----------- | -- | - | - | - | - | -- | -- | -- |
| Porto       | 12 | 6 | 4 | 0 | 2 | 8  | 7  | +1 |
| Arsenal     | 11 | 6 | 3 | 2 | 1 | 11 | 5  | +6 |
| Dinamo Kiev | 8  | 6 | 2 | 2 | 2 | 4  | 4  | 0  |
| Fenerbahçe  | 2  | 6 | 0 | 2 | 4 | 4  | 11 | -7 |

| Squadra 1   | Risultato   | Squadra 2   |
| 1ª giornata | 1ª giornata | 1ª giornata |
| ----------- | ----------- | ----------- |
| Porto       | 3 - 1       | Fenerbahçe  |
| Dinamo Kiev | 1 - 1       | Arsenal     |
| 2ª giornata |             |             |
| Arsenal     | 4 - 0       | Porto       |
| Fenerbahçe  | 0 - 0       | Dinamo Kiev |
| 3ª giornata |             |             |
| Porto       | 0 - 1       | Dinamo Kiev |
| Fenerbahçe  | 2 - 5       | Arsenal     |
| 4ª giornata |             |             |
| Arsenal     | 0 - 0       | Fenerbahçe  |
| Dinamo Kiev | 1 - 2       | Porto       |
| 5ª giornata |             |             |
| Fenerbahçe  | 1 - 2       | Porto       |
| Arsenal     | 1 - 0       | Dinamo Kiev |
| 6ª giornata |             |             |
| Porto       | 2 - 0       | Arsenal     |
| Dinamo Kiev | 1 - 0       | Fenerbahçe  |

### Girone H
| Squadra               | Pt | G | V | N | P | GF | GS | DG |
| --------------------- | -- | - | - | - | - | -- | -- | -- |
| Juventus              | 12 | 6 | 3 | 3 | 0 | 7  | 3  | +4 |
| Real Madrid           | 12 | 6 | 4 | 0 | 2 | 9  | 5  | +4 |
| Zenit San Pietroburgo | 5  | 6 | 1 | 2 | 3 | 4  | 7  | -3 |
| BATĖ Borisov          | 3  | 6 | 0 | 3 | 3 | 3  | 8  | -5 |

| Squadra 1             | Risultato   | Squadra 2             |
| 1ª giornata           | 1ª giornata | 1ª giornata           |
| --------------------- | ----------- | --------------------- |
| Real Madrid           | 2 - 0       | BATĖ Borisov          |
| Juventus              | 1 - 0       | Zenit San Pietroburgo |
| 2ª giornata           |             |                       |
| Zenit San Pietroburgo | 1 - 2       | Real Madrid           |
| BATĖ Borisov          | 2 - 2       | Juventus              |
| 3ª giornata           |             |                       |
| Juventus              | 2 - 1       | Real Madrid           |
| Zenit San Pietroburgo | 1 - 1       | BATĖ Borisov          |
| 4ª giornata           |             |                       |
| BATĖ Borisov          | 0 - 2       | Zenit San Pietroburgo |
| Real Madrid           | 0 - 2       | Juventus              |
| 5ª giornata           |             |                       |
| Zenit San Pietroburgo | 0 - 0       | Juventus              |
| BATĖ Borisov          | 0 - 1       | Real Madrid           |
| 6ª giornata           |             |                       |
| Juventus              | 0 - 0       | BATĖ Borisov          |
| Real Madrid           | 3 - 0       | Zenit San Pietroburgo |

## Fase a eliminazione diretta
Queste le condizioni del sorteggio degli ottavi di finale che si è tenuto venerdì 19 dicembre alle ore 12 presso l'UEFA a Nyon:
- Le squadre appartenenti a una stessa federazione non possono essere sorteggiate insieme.
- Le squadre prime e seconde dello stesso girone non possono essere sorteggiate insieme.
- Le vincitrici dei vari gironi non possono essere sorteggiate insieme.
- Le seconde classificate non possono essere sorteggiate insieme.
- Le seconde classificate giocheranno la gara di andata in casa.

|  | Ottavi di finale | Ottavi di finale | Ottavi di finale | Ottavi di finale |   |                | Quarti di finale | Quarti di finale | Quarti di finale | Quarti di finale |  |                  | Semifinali | Semifinali | Semifinali | Semifinali |            |   | Finale | Finale |
|  |                  |                  |                  |                  |   |                |                  |                  |                  |                  |  |                  |            |            |            |            |            |   |        |        |
|  | Lione            | 1                | 2                | 3                |   |                |                  |                  |                  |                  |  |                  |            |            |            |            |            |   |        |        |
|  | Barcellona       | 1                | 5                | 6                |   |                |                  |                  |                  |                  |  |                  |            |            |            |            |            |   |        |        |
|  | Barcellona       | 1                | 5                | 6                |   | Barcellona     | 4                | 1                | 5                |                  |  |                  |            |            |            |            |            |   |        |        |
|  |                  |                  |                  |                  |   | Barcellona     | 4                | 1                | 5                |                  |  |                  |            |            |            |            |            |   |        |        |
|  |                  | Bayern Monaco    | 0                | 1                | 1 |                |                  |                  |                  |                  |  |                  |            |            |            |            |            |   |        |        |
|  | Sporting Lisbona | Bayern Monaco    | 0                | 1                | 1 | 0              | 1                | 1                |                  |                  |  |                  |            |            |            |            |            |   |        |        |
|  | Sporting Lisbona |                  |                  |                  |   | 0              | 1                | 1                |                  |                  |  |                  |            |            |            |            |            |   |        |        |
|  | Bayern Monaco    | 5                | 7                | 12               |   |                |                  |                  |                  |                  |  |                  |            |            |            |            |            |   |        |        |
|  | Bayern Monaco    | 5                | 7                | 12               |   |                |                  |                  |                  |                  |  | Barcellona (gfc) | 0          | 1          | 1          |            |            |   |        |        |
|  |                  |                  |                  |                  |   |                |                  |                  |                  |                  |  | Barcellona (gfc) | 0          | 1          | 1          |            |            |   |        |        |
|  |                  | Chelsea          | 0                | 1                | 1 |                |                  |                  |                  |                  |  |                  |            |            |            |            |            |   |        |        |
|  | Real Madrid      | Chelsea          | 0                | 1                | 1 | 0              | 0                | 0                |                  |                  |  |                  |            |            |            |            |            |   |        |        |
|  | Real Madrid      |                  |                  |                  |   | 0              | 0                | 0                |                  |                  |  |                  |            |            |            |            |            |   |        |        |
|  | Liverpool        | 1                | 4                | 5                |   |                |                  |                  |                  |                  |  |                  |            |            |            |            |            |   |        |        |
|  | Liverpool        | 1                | 4                | 5                |   | Liverpool      | 1                | 4                | 5                |                  |  |                  |            |            |            |            |            |   |        |        |
|  |                  |                  |                  |                  |   | Liverpool      | 1                | 4                | 5                |                  |  |                  |            |            |            |            |            |   |        |        |
|  |                  | Chelsea          | 3                | 4                | 7 |                |                  |                  |                  |                  |  |                  |            |            |            |            |            |   |        |        |
|  | Chelsea          | Chelsea          | 3                | 4                | 7 | 1              | 2                | 3                |                  |                  |  |                  |            |            |            |            |            |   |        |        |
|  | Chelsea          |                  |                  |                  |   | 1              | 2                | 3                |                  |                  |  |                  |            |            |            |            |            |   |        |        |
|  | Juventus         | 0                | 2                | 2                |   |                |                  |                  |                  |                  |  |                  |            |            |            |            |            |   |        |        |
|  | Juventus         | 0                | 2                | 2                |   |                |                  |                  |                  |                  |  |                  |            |            |            |            | Barcellona | 2 |        |        |
|  |                  |                  |                  |                  |   |                |                  |                  |                  |                  |  |                  |            |            |            |            |            | 2 |        |        |
|  |                  | Manchester Utd   | 0                |                  |   |                |                  |                  |                  |                  |  |                  |            |            |            |            |            |   |        |        |
|  | Inter            | Manchester Utd   | 0                | 0                | 0 | 0              |                  |                  |                  |                  |  |                  |            |            |            |            |            |   |        |        |
|  | Inter            |                  |                  | 0                | 0 | 0              |                  |                  |                  |                  |  |                  |            |            |            |            |            |   |        |        |
|  | Manchester Utd   | 0                | 2                | 2                |   |                |                  |                  |                  |                  |  |                  |            |            |            |            |            |   |        |        |
|  | Manchester Utd   | 0                | 2                | 2                |   | Manchester Utd | 2                | 1                | 3                |                  |  |                  |            |            |            |            |            |   |        |        |
|  |                  |                  |                  |                  |   | Manchester Utd | 2                | 1                | 3                |                  |  |                  |            |            |            |            |            |   |        |        |
|  |                  | Porto            | 2                | 0                | 2 |                |                  |                  |                  |                  |  |                  |            |            |            |            |            |   |        |        |
|  | Atlético Madrid  | Porto            | 2                | 0                | 2 | 2              | 0                | 2                |                  |                  |  |                  |            |            |            |            |            |   |        |        |
|  | Atlético Madrid  |                  |                  |                  |   | 2              | 0                | 2                |                  |                  |  |                  |            |            |            |            |            |   |        |        |
|  | Porto (gfc)      | 2                | 0                | 2                |   |                |                  |                  |                  |                  |  |                  |            |            |            |            |            |   |        |        |
|  | Porto (gfc)      | 2                | 0                | 2                |   |                |                  |                  |                  |                  |  | Manchester Utd   | 1          | 3          | 4          |            |            |   |        |        |
|  |                  |                  |                  |                  |   |                |                  |                  |                  |                  |  | Manchester Utd   | 1          | 3          | 4          |            |            |   |        |        |
|  |                  | Arsenal          | 0                | 1                | 1 |                |                  |                  |                  |                  |  |                  |            |            |            |            |            |   |        |        |
|  | Villarreal       | Arsenal          | 0                | 1                | 1 | 1              | 2                | 3                |                  |                  |  |                  |            |            |            |            |            |   |        |        |
|  | Villarreal       |                  |                  |                  |   | 1              | 2                | 3                |                  |                  |  |                  |            |            |            |            |            |   |        |        |
|  | Panathīnaïkos    | 1                | 1                | 2                |   |                |                  |                  |                  |                  |  |                  |            |            |            |            |            |   |        |        |
|  | Panathīnaïkos    | 1                | 1                | 2                |   | Villarreal     | 1                | 0                | 1                |                  |  |                  |            |            |            |            |            |   |        |        |
|  |                  |                  |                  |                  |   | Villarreal     | 1                | 0                | 1                |                  |  |                  |            |            |            |            |            |   |        |        |
|  |                  | Arsenal          | 1                | 3                | 4 |                |                  |                  |                  |                  |  |                  |            |            |            |            |            |   |        |        |
|  | Arsenal (dtr)    | Arsenal          | 1                | 3                | 4 | 1              | 0                | 1 (7)            |                  |                  |  |                  |            |            |            |            |            |   |        |        |
|  | Arsenal (dtr)    |                  |                  |                  |   | 1              | 0                | 1 (7)            |                  |                  |  |                  |            |            |            |            |            |   |        |        |
|  | Roma             | 0                | 1                | 1 (6)            |   |                |                  |                  |                  |                  |  |                  |            |            |            |            |            |   |        |        |

### Ottavi di finale
| Squadra 1        | Totale          | Squadra 2      | Andata | Ritorno |
| ---------------- | --------------- | -------------- | ------ | ------- |
| Chelsea          | 3 - 2           | Juventus       | 1 - 0  | 2 - 2   |
| Villarreal       | 3 - 2           | Panathīnaïkos  | 1 - 1  | 2 - 1   |
| Sporting Lisbona | 1 - 12          | Bayern Monaco  | 0 - 5  | 1 - 7   |
| Atlético Madrid  | 2 - 2 (gfc)     | Porto          | 2 - 2  | 0 - 0   |
| Olympique Lione  | 3 - 6           | Barcellona     | 1 - 1  | 2 - 5   |
| Real Madrid      | 0 - 5           | Liverpool      | 0 - 1  | 0 - 4   |
| Inter            | 0 - 2           | Manchester Utd | 0 - 0  | 0 - 2   |
| Arsenal          | 1 - 1 (7-6 dtr) | Roma           | 1 - 0  | 0 - 1   |

### Quarti di finale
| Squadra 1      | Totale | Squadra 2     | Andata | Ritorno |
| -------------- | ------ | ------------- | ------ | ------- |
| Villarreal     | 1 - 4  | Arsenal       | 1 - 1  | 0 - 3   |
| Manchester Utd | 3 - 2  | Porto         | 2 - 2  | 1 - 0   |
| Liverpool      | 5 - 7  | Chelsea       | 1 - 3  | 4 - 4   |
| Barcellona     | 5 - 1  | Bayern Monaco | 4 - 0  | 1 - 1   |

### Semifinali
| Squadra 1      | Totale      | Squadra 2 | Andata | Ritorno |
| -------------- | ----------- | --------- | ------ | ------- |
| Manchester Utd | 4 - 1       | Arsenal   | 1 - 0  | 3 - 1   |
| Barcellona     | 1 - 1 (gfc) | Chelsea   | 0 - 0  | 1 - 1   |

### Finale
| Arbitro: | Massimo Busacca |

|                    |           |  |
| Eto'o 9’ Messi 69’ | Marcatori |  |

| Barcellona | Manchester United |

| Barcellona (4-3-3) |    |                   |     |       |
|                    |    |                   |     |       |
| P                  | 1  | Víctor Valdés     |     |       |
| D                  | 5  | Carles Puyol (c)  |     |       |
| D                  | 24 | Yaya Touré        |     |       |
| D                  | 3  | Gerard Piqué      | 16’ |       |
| D                  | 16 | Sylvinho          |     |       |
| C                  | 28 | Sergio Busquets   |     |       |
| C                  | 6  | Xavi              |     |       |
| C                  | 8  | Andrés Iniesta    |     | 90+2’ |
| A                  | 10 | Lionel Messi      |     |       |
| A                  | 14 | Thierry Henry     |     | 72’   |
| A                  | 9  | Samuel Eto'o      |     |       |
| Panchina:          |    |                   |     |       |
| P                  | 13 | José Manuel Pinto |     |       |
| D                  | 2  | Martín Cáceres    |     |       |
| D                  | 46 | Marc Muniesa      |     |       |
| C                  | 15 | Seydou Keita      |     | 72’   |
| A                  | 7  | Eiður Guðjohnsen  |     |       |
| A                  | 11 | Bojan Krkić       |     |       |
| A                  | 27 | Pedro Rodríguez   |     | 90+2’ |
| Allenatore:        |    |                   |     |       |
| Josep Guardiola    |    |                   |     |       |

| Manchester Utd (4-3-3) |    |                   |       |     |
|                        |    |                   |       |     |
| P                      | 1  | Edwin van der Sar |       |     |
| D                      | 22 | John O'Shea       |       |     |
| D                      | 5  | Rio Ferdinand     |       |     |
| D                      | 15 | Nemanja Vidić     | 90+3’ |     |
| D                      | 3  | Patrice Evra      |       |     |
| C                      | 8  | Anderson          |       | 46’ |
| C                      | 16 | Michael Carrick   |       |     |
| C                      | 11 | Ryan Giggs (c)    |       | 75’ |
| A                      | 13 | Park Ji-sung      |       | 66’ |
| A                      | 10 | Wayne Rooney      |       |     |
| A                      | 7  | Cristiano Ronaldo | 78’   |     |
| Panchina:              |    |                   |       |     |
| P                      | 29 | Tomasz Kuszczak   |       |     |
| D                      | 21 | Rafael            |       |     |
| D                      | 23 | Jonny Evans       |       |     |
| C                      | 17 | Nani              |       |     |
| C                      | 18 | Paul Scholes      | 81’   | 75’ |
| A                      | 9  | Dimităr Berbatov  |       | 66’ |
| A                      | 32 | Carlos Tévez      |       | 46’ |
| Allenatore:            |    |                   |       |     |
| Alex Ferguson          |    |                   |       |     |

| Uomo-partita UEFA: Xavi Fans' Man of the Match: Lionel Messi Guardalinee: Matthias Arnet Francesco Buragina Quarto uomo: Claudio Chinetto |

## Classifica marcatori
Di seguito i migliori marcatori. Sono escluse le gare dei turni preliminari.
| Gol |  | Minuti giocati | Giocatore            | Squadra         |
| --- |  | -------------- | -------------------- | --------------- |
| 9   |  | 982'           | Lionel Messi         | Barcellona      |
| 7   |  | 580'           | Steven Gerrard       | Liverpool       |
| 7   |  | 680'           | Miroslav Klose       | Bayern Monaco   |
| 6   |  | 943'           | Lisandro López       | Porto           |
| 6   |  | 717'           | Thierry Henry        | Barcellona      |
| 5   |  | 627'           | Emmanuel Adebayor    | Arsenal         |
| 5   |  | 688'           | Alessandro Del Piero | Juventus        |
| 5   |  | 702'           | Didier Drogba        | Chelsea         |
| 5   |  | 716'           | Robin van Persie     | Arsenal         |
| 5   |  | 731'           | Karim Benzema        | Olympique Lione |
| 4   |  | 405'           | Jádson               | Šakhtar Donec'k |
| 4   |  | 429'           | Danny Koevermans     | PSV             |
| 4   |  | 436'           | Joseba Llorente      | Villarreal      |
| 4   |  | 540'           | Evangelos Mantzios   | Panathīnaïkos   |
| 4   |  | 540'           | Dimităr Berbatov     | Manchester Utd  |
| 4   |  | 543'           | Alberto Gilardino    | Fiorentina      |
| 4   |  | 743'           | Franck Ribéry        | Bayern Monaco   |
| 4   |  | 810'           | Samuel Eto'o         | Barcellona      |
| 4   |  | 999'           | Wayne Rooney         | Manchester Utd  |
| 4   |  | 1055'          | Cristiano Ronaldo    | Manchester Utd  |